# Agelasta humeralis
Agelasta humeralis là một loài bọ cánh cứng trong họ Cerambycidae.